# Michael Jackson's Journey from Motown to Off the Wall
Michael Jackson's Journey from Motown to Off the Wall è un film documentario del 2016 diretto da Spike Lee che racconta l'ascesa della pop star Michael Jackson dagli inizi con i Jackson 5, fino alla creazione del suo primo album per la Epic Records Off the Wall, che gli farà spiccare il volo della sua carriera da solista e lo introdurrà al percorso che lo porterà ad essere consacrato Re del Pop. È il secondo documentario su Michael Jackson realizzato da Lee dopo Bad 25 del 2012. Il film è stato presentato il 24 gennaio 2016 al Sundance Film Festival ed è uscito in tutto il mondo accompagnato da una nuova versione rimasterizzata dell'album Off the Wall il 26 febbraio 2016.

## Trama
Il regista parla con artisti, produttori, autori, tecnici e arrangiatori che hanno lavorato con Jackson dai primi anni fino a Off The Wall, così come con alcuni membri della famiglia Jackson e il padrino della Motown, Berry Gordy, mentre un certo numero di artisti contemporanei riconoscono il loro debito profondo a Jackson. Pharrell Williams per esempio dice: "La mia musica non sarebbe qui senza quel disco".
Il corpo principale del documento è un'analisi track-by-track di ogni canzone dell'album, in analogia con Bad 25, come la canzone scritta da Paul McCartney per Jackson, Girlfriend, fino alle molte hit che includono i tre brani scritti da Jackson Don't Stop 'Til You Get Enough, Workin' Day and Night e Get on the Floor e i contributi di Rod Temperton, Rock With You e la title track.
Verso la fine del film, in un'intervista a del 1980, Michael Jackson dichiara che non sentiva alcun senso di colpa nel lasciare alle spalle i suoi fratelli quando ha proseguito con la sua carriera solista e non chiede scusa per il fatto che la sua fame creativa lo costrinse ad andare avanti da solo. Il film si focalizza inoltre sul primo incontro sul set del film The Wiz tra Jackson e Quincy Jones che da lì in poi avrebbero collaborato oltre che ad Off The Wall anche ad altri due album insieme: Thriller e Bad.

## Distribuzione
Il documentario è uscito in tutto il mondo il 26 febbraio 2016 in formato DVD e Blu-ray come extra in una nuova edizione rimasterizzata dell'album Off The Wall per celebrarne gli ormai quasi 40 anni dall'uscita: inizialmente annunciato nel 2014, doveva infatti uscire per celebrarne i 35 anni ma, a causa di alcuni ritardi, si è prima fissata un'uscita a novembre 2015 e infine si è preferita questa nuova opzione.   Il pacchetto comprende oltre al documentario anche il CD originale (senza le tracce bonus pubblicate nel 2001), un nuovo booklet di 15 pagine con foto e contenuti inediti e un gessetto per personalizzare l'interno della copertina.
In alcuni paesi del mondo tra cui Francia e Giappone è uscito anche al cinema.
Negli Stati Uniti è stato trasmesso dal canale televisivo Showtime il 5 febbraio del 2016.